# AT&T Corporation
AT&T Corporation (amb "AT&T" l'abreviatura del seu nom anterior, American Telephone and Telegraph Company) és la filial d'AT&T Inc. que proporciona serveis professionals de telecomunicacions de veu, vídeo, dades i Internet a empreses, consumidors i agències governamentals.
Durant la llarga història del Bell System, AT&T va ser de vegades la companyia telefònica més gran del món, l'operador de televisió per cable més gran del món i un monopoli regulat. En el seu punt àlgid als anys 50 i 60, va donar feina a un milió de persones i els seus ingressos oscil·laven entre els 3 mil milions dedòlars EUA el 1950 (39.7 $ en termes actuals) i 12 mil milions de dòlars el 1966 (112 dòlars en termes actuals).
El 2005, Baby Bell i l'antiga filial SBC Communications van comprar AT&T per més de 16 mil milions de dòlars (24 $ en termes actuals). Aleshores, SBC va canviar el seu nom a AT&T Inc. Actualment, AT&T Corporation continua existint com a filial de llarga distància d'AT&T Inc., i el seu nom apareix ocasionalment als comunicats de premsa d'AT&T.

## Història

### Orígens
AT&T va començar amb Bell Patent Association, una entitat legal establerta el 1874 per protegir els drets de patent d'Alexander Graham Bell després d'inventar el sistema telefònic. Originalment un acord verbal, es va formalitzar per escrit el 1875 com a Bell Telephone Company.
El 1880 la direcció d'American Bell havia creat el que seria AT&T Long Lines. El projecte va ser el primer d'aquest tipus a crear una xarxa nacional de llarga distància amb una estructura de costos comercialment viable. El projecte es va incorporar formalment a Nova York com una empresa separada anomenada American Telephone and Telegraph Company el 3 de març de 1885. Originària de la ciutat de Nova York, la seva xarxa telefònica de llarga distància va arribar a Chicago, Illinois, el 1892, amb les seves multituds de centrals locals que continuaven estenent-se cada cop més cada any, creant finalment un sistema telefònic a tot el continent. El 30 de desembre de 1899, els actius d'American Bell van ser transferits a la seva filial American Telephone and Telegraph Company (abans AT&T Long Lines); això va ser perquè les lleis corporatives de Massachusetts eren molt restrictives i limitaven la capitalització a deu milions de dòlars, impedint el creixement posterior d'American Bell. Amb aquesta transferència d'actius a finals del segle XIX, AT&T es va convertir en la matriu d'American Bell i del Bell System.
AT&T es dedicava principalment al negoci de la telefonia i, tot i que era soci de RCA, es mostrava reticent a veure créixer la ràdio perquè aquest creixement podria disminuir la demanda de serveis per cable. Va establir l'estació WEAF a Nova York com el que es va anomenar una estació de peatge. AT&T no podia oferir cap programació, però qualsevol que volgués emetre un missatge podia pagar un "peatge" a AT&T i després emetre el missatge públicament. L'estudi original tenia la mida d'una cabina telefònica. La idea, però, no es va apoderar, perquè la gent pagaria per emetre missatges només si estava segur que algú l'escoltava. Com a resultat, WEAF va començar a emetre material d'entreteniment, atraient talent aficionat que es trobava entre els seus empleats. L'oposició a l'expansió d'AT&T a la ràdio i un acord amb la National Broadcasting Company per arrendar línies de llarga distància per a les seves emissions van donar lloc a la venda de l'estació i la seva xarxa d'afiliats en desenvolupament a NBC.

### Monopoli
Durant la major part del segle xx, AT&T va mantenir el monopoli del servei telefònic als Estats Units i al Canadà a través d'una xarxa d'empreses anomenada Bell System. En aquest moment, l'empresa va rebre el sobrenom de Ma Bell.

### La ruptura
El Departament de Justícia dels Estats Units va obrir el cas Estats Units contra AT&T el 1974. Això va ser motivat per la sospita que AT&T utilitzava els beneficis del monopoli de la seva filial Western Electric per subvencionar el cost de la seva xarxa, una violació de la llei antimonopoli. L'any 1982 es va concretar un acord d'aquest cas, que va portar a la divisió de l'empresa l'1 de gener de 1984 en set empreses regionals d'explotació de campana, conegudes comunament com Baby Bells. Aquestes empreses eren:
- Ameritech, adquirida per SBC el 1999, ara forma part d'AT&T Inc.
- Bell Atlantic (ara Verizon Communications), que va adquirir GTE l'any 2000
- BellSouth, adquirida per AT&T Inc. el 2006
- NYNEX, adquirida per Bell Atlantic el 1996, ara forma part de Verizon Communications
- Pacific Telesis, adquirida per SBC el 1997, ara forma part d'AT&T Inc.
- Southwestern Bell (més tard SBC, ara AT&T Inc.), que va adquirir AT&T Corp. el 2005
- US West, adquirida per Qwest el 2000, que al seu torn va ser adquirida per CenturyLink (ara Lumen Technologies, Inc.) el 2011

## Divisions
AT&T, abans de la seva fusió amb SBC Communications, tenia tres empreses principals:
- AT&T Alascom
- Comunicacions AT&T
- Laboratoris AT&T

AT&T Alascom continua venent servei a Alaska. AT&T Communications va passar a anomenar-se AT&T Communications – East, Inc. i va vendre servei de telefonia de llarga distància i va operar com a CLEC fora de les fronteres de les companyies operatives de Bell que posseeix AT&T. Ara ha estat absorbida per AT&T Corp. i totes les 22 filials originals que van formar AT&T Communications, excepte 4, continuen existint. L'empresa AT&T s'havia fet massa gran i el govern, que volia evitar un monopoli, va obligar AT&T a trencar-se. AT&T Laboratories s'ha integrat a AT&T Labs, abans anomenats SBC Laboratories.